# Bermudatowie
De bermudatowie (Pipilo naufragus) is een uitgestorven zangvogel uit de familie Passerellidae (Amerikaanse gorzen). 

## Verspreiding en leefgebied
Deze soort was endemisch op Bermuda en stierf uit door de introductie van invasieve roofdieren nadat in 1612 Europeanen zich op de eilanden vestigden.